# Hrabstwo Wexford (Michigan)
Hrabstwo Wexford (ang. Wexford County) – hrabstwo w stanie Michigan w Stanach Zjednoczonych. Obszar całkowity hrabstwa obejmuje powierzchnię 575,84 mil2 (1 491,43 km²). Według danych z 2010 r. hrabstwo miało 32 735 mieszkańców. Hrabstwo powstało w 1840 roku jako Hrabstwo Kautawabet, od imienia wodza plemienia Potawatomów. W 1843 nazwa hrabstwa została zmieniona na obecną, a jego nazwa pochodzi od hrabstwa Wexford w Irlandii.

## Sąsiednie hrabstwa
- Hrabstwo Grand Traverse (północ)
- Hrabstwo Kalkaska (północny wschód)
- Hrabstwo Missaukee (wschód)
- Hrabstwo Osceola (południowy wschód)
- Hrabstwo Lake (południowy zachód)
- Hrabstwo Manistee (zachód)
- Hrabstwo Benzie (północny zachód)

## Miasta
- Cadillac
- Manton

## Wioski
- Buckley
- Harrietta
- Mesick

## CDP
- Boon
- Caberfae
- Haring
- Wedgewood